# Gabriel Colombo
Gabriel Maurílio Colombo de Freitas (Rio de Janeiro, 15 de março de 1990) é um agrônomo e pesquisador brasileiro. Mestre em Ecologia pela Universidade de São Paulo (USP), foi diretor de Ciência e Tecnologia da Associação Nacional de Pós-Graduandos (ANPG) e da APG-ESALQ. Colombo é militante na luta por moradia e pela socialização da terra e foi o mais jovem candidato ao Governo do estado de São Paulo pelo Partido Comunista Brasileiro (PCB) nas eleições de 2022.

## Biografia

### Infância e juventude
Gabriel Colombo nasceu na cidade do Rio de Janeiro em 1990, mas mudou-se ainda criança com sua família para a cidade de Durandé, interior de Minas Gerais. Filho do dono de uma lanchonete no centro da pequena cidade de quase 8 mil habitantes e de uma dona de casa, a renda de sua família dependia do fluxo dos aposentados que iam ao centro sacar seus vencimentos e dos estudantes da única escola do município. Devido à abertura de novas escolas e agências bancárias na zona rural, os rendimentos da lanchonete foram aos poucos diminuindo. Em busca de trabalho, a família então se mudou para Viçosa ainda no interior de Minas e depois para Atibaia, no estado de São Paulo.
No ano de 2009 entrou no curso de Engenharia Agronômica da Escola Superior de Agricultura da Universidade de São Paulo (ESALQ) em Piracicaba, cidade que reside atualmente. Interessado pelas questões ambientais, passou a estagiar em uma das maiores fazendas de orgânicos e hortifrutis do Brasil. Foi lá que começou a observar os problemas de exploração de trabalho.

### Carreira e militância política
Com a eclosão dos protestos de junho de 2013 e o nascimento de seu filho no ano seguinte, Colombo passou a se politizar cada vez mais. Até então, tentava obter sentido político e organizativo participando de movimentos sociais e do movimento estudantil em sua área, estudando e trabalhando com agroecologia e extensão rural.
Sentindo a necessidade de uma perspectiva classista em sua atuação, Colombo passou a estudar o marxismo e em 2015 ingressou nas fileiras do Partido Comunista Brasileiro (PCB), ajudando a reconstruir a célula do Partido em sua cidade. Suas pesquisas para o mestrado revelaram que somente 6,7% dos  territórios quilombolas existentes no Brasil possuem títulos de propriedade.
Em 2022, Gabriel Colombo se candidatou ao Governo do Estado de São Paulo pelo PCB, sendo o mais jovem candidato ao governador da história de São Paulo. Com uma plataforma política que defende desde a reestatização de estatais privatizadas pelos governos estaduais do PSDB até a criação cooperativas municipais de trabalhadores de aplicativos, ele ficou em sétimo lugar na disputa, tendo conquistado 0,2% dos votos válidos.

## Desempenho eleitoral
| Ano  | Eleição  | Coligação     | Partido | Candidata a | Votos          | Resultado  |
| ---- | -------- | ------------- | ------- | ----------- | -------------- | ---------- |
| 2022 | Estadual | sem coligação | PCB     | Governador  | 46.727 (0,20%) | Não eleito |